# Oddział ROAK Józefa Mickiewicza
Oddział ROAK Józefa Mickiewicza – powstały w czerwcu 1946 roku na terenie powiatu gostynińskiego Oddział ROAK, zorganizowany z inicjatywy Adama Dubrawskiego, działającego pod przybranym nazwiskiem Józef Mickiewicz „Iskra”. Oddział nie wchodził w skład Obwodu „Rybitwa” obejmującego tereny powiatów: sochaczewskiego, gostynińskiego i łowickiego, na terenie których działał.

## Geneza
Adam Dubrawski, żołnierz AK na Wileńszczyźnie, uczestnik operacji „Ostra Brama” po 1944 roku był dowódcą oddziału kontynuującego walkę z nowymi władzami. Pod przybranym nazwiskiem, jako Józef Mickiewicz, przyjechał na tereny powiatu gostynińskiego jako repatriant. Nawiązał kontakt ze znanymi mu już wcześniej repatriantami Bronisławem Kamińskim „Pszczołą” i Dominikiem Rurysem „Rysiem”. Wspólnie z nimi stworzył 16-osobowy oddział, który nazwał Ruch Oporu Armii Krajowej.

## Operacje
Oddział działał na terenie powiatów: sochaczewskiego i gostynińskiego. Przeprowadził 22 akcje zbrojne: rozbroił 4 placówki UB i MO, m.in. w Sannikach, Radziwiu (wspólnie z oddziałem Władysława Dubielaka), Słubicach i Iłowie. Wykonał 4 akcje ekspropriacyjne i zaopatrzeniowe na spółdzielnie w Sannikach, Słubicach, Iłowie i Szczawinie (również z oddziałem Dubielaka).
Oddział ten nigdy nie został rozbity przez UB. Władze komunistyczne myliły jego działalność z działalnością oddziału Dubielaka.

## Likwidacja
W związku z amnestią w lutym 1947 roku, nie widząc szans na powodzenie dalszej działalności Mickiewicz rozwiązał oddział, zabraniając swoim żołnierzom ujawnienia się jako żołnierzy tego oddziału.
Do dekonspiracji oddziału doszło w maju 1948 roku. UB aresztowało wtedy:
- Stanisława Maksjana „Cichego”
- Stanisława Majchrzaka
- Jana Olczyka
- Kazimierza Marciniaka „Kulę”
- Stanisława Rogowieckiego „Srokę”
- Michała Kołodziejczyka
- Adama Dziedzica.

Wszyscy zostali skazani na wieloletnie wyroki więzienia. Józef Mickiewicz został aresztowany 28 sierpnia albo 6 września 1950 roku w Szczecinie i został skazany na karę śmierci, którą zamieniono na 15 lat więzienia. Został objęty amnestią z 27 kwietnia 1956 roku i zwolniony warunkowo z więzienia 26 lipca 1957 roku.